# Хосе Марія Єрмо
Хосе Марія Єрмо (ісп. José María Yermo Solaegui, 21 липня 1903, Гечо, Країна Басків, Іспанія — 30 листопада 1959, Більбао) — іспанський спортсмен. Учасник Олімпійських ігор 1928 року у двох видах: велоспорті і футболі.

## Легка атлетика
У потрійному стрибку 29 липня 1923 року встанов рекорд Іспанії. 6 квітня наступного року Хосе Марія Єрмо і Альберто Баррена стали першими іспанськими легкоатлетами, яким вдалося перетнути межу в тринадцять метрів. Спочатку Єрмо стрибнув на 13м 20 см, а згодом — 13м 48 см. Через рік це досягнення перевершив Мануель Роблес (13м 50см).
У чемпіонатах Іспанії з потрійного стрибка двічі був другим призером (1923, 1925). Третій результат показав 1924 року у стрибках у довжину. Віце-чемпіон 1925 року і бронзовий медаліст 1924 у стрибках у висоту. Також брав участь у змаганнях з метання молота.

## Велоспорт
Також був велогонщиком. Брав участь у чемпіонаті світу 1928 року і Олімпійських іграх в Амстердамі (12 місце).

## Футбол
У дорослому футболі дебютував 1923 року виступами за команду клубу «Аренас» (Гечо), кольори якої і захищав протягом усієї своєї кар'єри гравця, що тривала тринадцять років. Двічі грав у фіналах національного кубка. Найкращий бомбардир «Аренаса» в елітній лізі іспанського футболу.
1927 року дебютував в офіційних матчах у складі національної збірної Іспанії. На олімпійському турнірі 1928 року відзначився хет-триком у ворота мексиканської збірної. В наступних матчах проти італійців був капітаном команди. Протягом кар'єри у національній команді, яка тривала 2 роки, провів у формі головної команди країни 5 матчів, забивши 5 голів.
| № | Дата       | Місто     | Господарі | Рахунок | Гості   | Голи                                                                     |
| - | ---------- | --------- | --------- | ------- | ------- | ------------------------------------------------------------------------ |
| 1 | 22.05.1927 | Коломб    | Франція   | 1:4     | Іспанія | Жан Буа — Сальдуа (2), Єрмо, Оласо                                       |
| 2 | 29.05.1927 | Болонья   | Італія    | 2:0     | Іспанія | Балонч'єрі, Пратс (а/г)                                                  |
| 3 | 30.05.1928 | Амстердам | Іспанія   | 7:1     | Мексика | Єрмо (3), Регейро (2), Маркулета, Маріскаль — Карреньйо                  |
| 4 | 01.06.1928 | Амстердам | Італія    | 1:1     | Іспанія | Балонч'єрі — Сальдуа                                                     |
| 5 | 04.06.1928 | Амстердам | Італія    | 7:1     | Іспанія | Маньйоцці, Ск'явіо, Балонч'єрі, Бернардіні, Ріволта, Левратто (2) — Єрмо |